# بوریس ساووستین
بوریس ساووستین (انگلیسی: Boris Savostin؛ زادهٔ ۱۹۳۶ (۸۸–۸۹ سال)) دوچرخه‌سوار اهل اتحاد جماهیر شوروی سوسیالیستی است.